# Lechitische talen

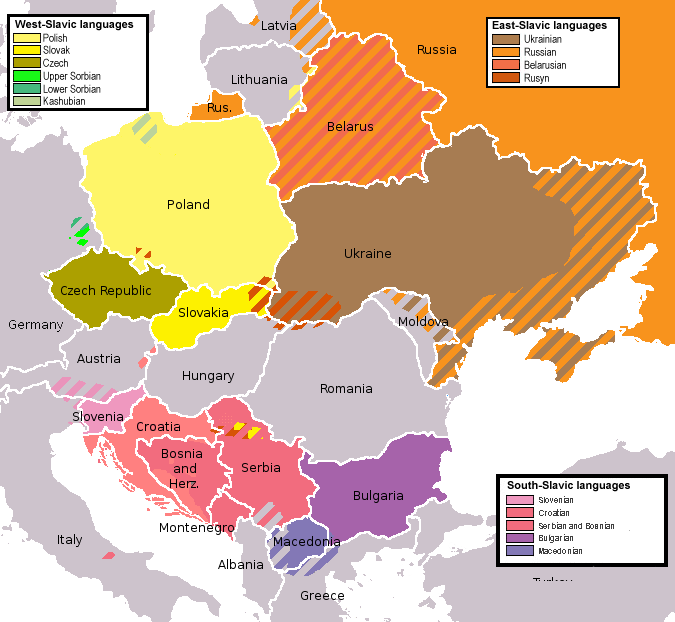
Geografische spreiding van de Slavische talen

Met de Lechitische talen worden drie verschillende in Centraal-Europa en in het bijzonder Polen gesproken West-Slavische talen bedoeld. Behalve in Polen werden de Lechitische talen vroeger ook veel gesproken in de huidige Duitse gebieden Brandenburg, Mecklenburg en Voor-Pommeren. Vermoed wordt dat de Lechitische talen zich tussen 500 en 800 n.Chr. van de andere West-Slavische taalvariëteiten hebben afgesplitst. De naam "Lechitisch" is afgeleid van de Ljachen, de semi-legendarische voorouders van de Polen en het oude Slavische woord *lěchy (vgl. de benaming *čěchy voor de Tsjechen).
De Lechitische taalfamilie wordt als volgt onderverdeeld:
- Oostelijke groep
  - Pools
  - Pommeraans of Oostzeeslavisch
    - Kasjoebisch
    - Slovinzisch

  - Silezisch
- Westelijke groep
  - Polabisch

## Fonologie
De Lechitische talen hebben de volgende fonologische kenmerken:
- Mutatie van de Proto-Slavische ě, e en ę voor alveolaren in a, o en ą, ǫ.
- Voortzetting van de Proto-Slavische syllabische r en l in sequenties van een klinker en een sonant.
- Voortzetting van de Proto-Slavische dj, gě en gi als dz [ʒ]?, dze [ʒe]? en dzy [ʒj]?.
- Geen g → h overgang.
- Behoud van nasale klinkers.
- Alleen in het Pools en Kasjoebisch: de zogeheten vierde velaire palatalisatie.